# Kwas fluoroantymonowy
Kwas fluoroantymonowy, [H
2F]+
[SbF
6]−
 (lub w uproszczeniu HSbF
6) – mieszanina fluorowodoru (HF) i pentafluorku antymonu (SbF
5) w różnych stosunkach, uważana za najsilniejszy superkwas. Reakcja jego tworzenia przebiega następująco:
SbF
5 + 2HF  ⇄ SbF−
6 + H
2F+

W układzie tym fluorowodór jest jonizowany przez pentafluorek antymonu z wytworzeniem bardzo trwałego anionu SbF−
6, który jest bardzo słabym nukleofilem i zasadą. Część kationową stanowi tzw. wolny proton, H+
, który w rzeczywistości przyłącza się do innej cząsteczki HF dając kation H
2F+
. Kwas fluoroantymonowy jest do 1016 razy (przy H0 = −28) mocniejszy od stężonego kwasu siarkowego (H0 = −12) i jest zdolny do protonowania bardzo słabych zasad, w tym ksenonu i alkanów, np. :
RH + HSbF
6  →  RH+
2 + SbF−
6  →  R+
 + H
2
Dobrze przewodzi prąd elektryczny ze względu na labilność protonu w kationie H
2F+
 i jego szybką migrację zgodną z mechanizmem Grotthussa.
Kwas fluoroantymonowy przechowuje się w pojemnikach wykonanych z teflonu.